# Gräfelfing
Gräfelfing település Németországban, azon belül Bajorországban. Lakosainak száma 13 673 fő (2023. december 31.). Gräfelfing München és Planegg községekkel határos.

## Népesség
A település népessége az elmúlt években az alábbi módon változott:
| Lakosok száma | 289  | 9632 | 12 927 | 12 870 | 13 130 | 13 170 | 13 596 | 13 803 | 13 583 | 13 673 |
|               | 1875 | 1950 | 1975   | 2010   | 2012   | 2013   | 2015   | 2017   | 2021   | 2023   |

## Parkurbo Esperanto
Bővebben: A Parkurbo Esperanto-ról